# Antoni Karnaszewski

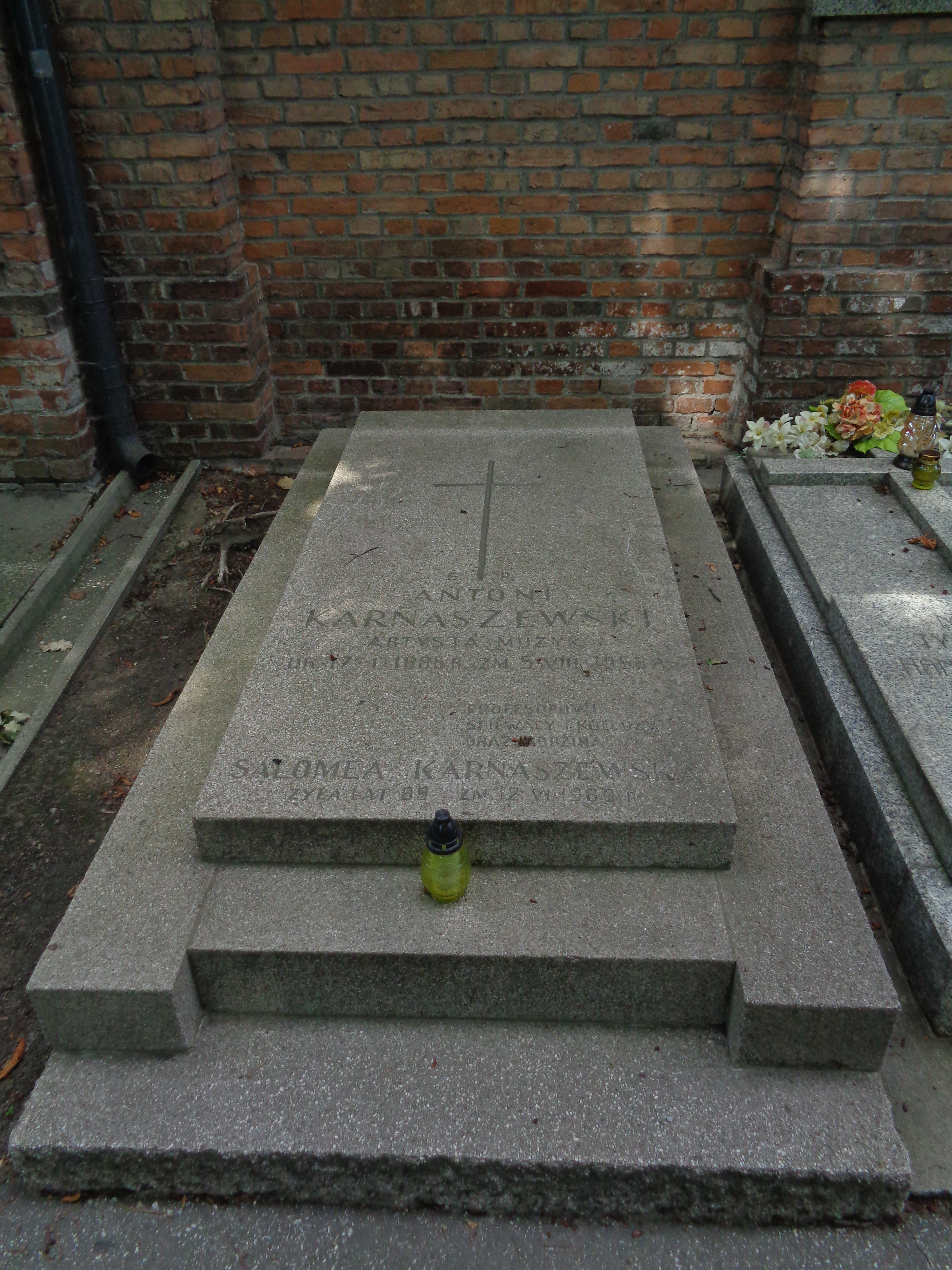
Grób Antoniego Karnaszewskiego

Antoni Karnaszewski (ur. 17 stycznia 1886 w Boćkach, na Podlasiu, zm. 5 sierpnia 1958 w Warszawie) – polski organista i dyrygent chóralny.

## Życiorys
Naukę gry na organach pobierał w Warszawie i Regensburgu. Pełnił funkcję organisty w wielu kościołach warszawskich. W 1920 po raz pierwszy wykonał publicznie Fantazję organowa f-moll Konstantego Gorskiego. Od 1945 do śmierci był dyrygentem chóru Towarzystwa Śpiewaczego „Lutnia”.
19 stycznia 1955 na wniosek Ministra Kultury i Sztuki został odznaczony Medalem 10-lecia Polski Ludowej.
Zmarł w Warszawie, pochowany w cmentarza Powązkowskiego (Aleja Zasłużonych-1-87).